# Ma nuit
Pour les articles homonymes, voir Nuit (homonymie).
Pour plus de détails, voir Fiche technique et Distribution.
Ma nuit est un film franco-belge réalisé par Antoinette Boulat, sorti en 2022.

## Synopsis
Marion, une photographe, a gardé le douloureux souvenir d’une sœur disparue trop jeune, cinq ans plus tôt dans les attentats du 13 novembre 2015. Une nuit, dans Paris, elle rencontre Alex, un homme seul et libre. Ces deux êtres solitaires traversent la capitale jusqu’au lever du jour.

## Fiche technique
- Titre français : Ma nuit
- Réalisation : Antoinette Boulat
- Assistant réalisateur : Maxime L'Anthoën
- Scénario : Antoinette Boulat, Anne-Louise Trividic, François Choquet
- Image : Laetitia de Montalembert
- Montage : Maxime Mathis
- Musique : Nicolas Errèra
- Son : Philipe Deschamps
- Décorateur : Laure Montagné
- Costumes : Jürgen Doering
- Casting : Anaïs Duran
- Scripte : Leïla Geissler
- Régie : Anne-Laure Bell
- Pays d’origine :  France,  Belgique
- Langue originale : français
- Sociétés de production : Macassar Productions, Sombrero Films, Les Films du Fleuve, Prod Lab, Wheelhouse Productions, Thornhill Films
- Producteurs : Marie-Jeanne Pascal, Alain Benguigui, Véronique Bénabou, Daniela Romano, Matthew Gledhill, Jean-Pierre Dardenne, Luc Dardenne, Delphine Tomson
- Sociétés de distribution : Epicentre films, KMBO
- Format : DCP — Couleur — 1,37:1 — 5.1
- Genre : drame
- Durée : 87 minutes
- Dates de sortie :
  - Suède : 30 janvier 2022
  - France : 9 mars 2022

## Distribution
- Lou Lampros : Marion
- Tom Mercier : Alex
- Carmen Kassovitz : Justine
- Emmanuelle Bercot : Isabelle, la mère de Marion
- Angelina Woreth : Michèle
- Lucie Saada : Calypso
- Maya Sansa : Allegra, le médecin
- Bakary Sangaré : Paulo, le colocataire
- Laïka Blanc-Francard
- Nicolas Jacquens
- Alice Berry
- Adèle Godin
- Zoé Lenthal
- Walid Ben Mabrouk
- Ferdinand Ledoux

## Sélection
- Selection Officielle - Orizzonti Extra - Biennale de Venise - 2021, Italie[1]
- Selection Officielle - Toronto International Film Festival - Industry Selects, Canada[1]
- Selection Officielle - Festival du film de Gand - 2021, Belgique[2]
- Selection Officielle - Festival international du film de La Roche-sur-Yon - 2021, France[2]

## Analyse
Ce film est une œuvre cinématographique sur le travail de deuil.